# Māris Jass
Māris Jass (ur. 18 stycznia 1985 w Dyneburgu) – łotewski hokeista, reprezentant Łotwy.
Jego ojciec Ilgvars (ur. 1965), wujek Mareks (ur. 1976) i kuzyn Koba (ur. 1990) także zostali hokeistami.

## Kariera
- Stalkers Juniors Daugavpils (2000-2001)
- Dinamo 2 Moskwa (2001-2003)
- Siewierstal 2 Czerepowiec (2002/2003)
- HK Metalurgs Lipawa (2003-2006)
- Łada Togliatti / Łada Togliatti 2 (2006)
- HK Metalurgs Lipawa (2006)
- Slavia Praga (2006-2007)
- HK Nitra (2007)
- HK Metalurgs Lipawa (2007-2009)
- HK Nitra (2009-2010)
- Nieftiechimik Niżniekamsk (2010-2011)
- HK 36 Skalica (2010-2011)
- Slovan Bratysława (2011-2012)
- Hannover Scorpions (2012-2013)
- Buran Woroneż (2013)
- HC Valpellice (2014)
- Piráti Chomutov (2014)
- HK Nitra (2014)
- Orli Znojmo (2015)
- Dinamo Ryga (2015-2016)
- Gothiques d'Amiens (2016-2017)
- HC Nové Zámky / HC Nové Zámky 2 (2017-2018)
- HK Mogo (2018-2019)
- Tauron GKS Katowice (2019)
- JKH GKS Jastrzębie (2019-2022)
- Dinamo Ryga (2022-)

Występował w rozgrywkach rodzimej łotewskiej ekstraligi, a ponadto w ligach rosyjskich, ekstralidze białoruskiej, ekstralidze czeskiej, ekstralidze słowackiej, niemieckiej DEL, rosyjskiej WHL, włoskiej Serie A, austriackiej EBEL, francuskiej Ligue Magnus, rosyjskiej KHL. W styczniu 2019 został zawodnikiem drużyny Tauron GKS Katowice w Polskiej Hokej Lidze. W czerwcu 2019 przeszedł do innego zespołu z tych rozgrywek, JKH GKS Jastrzębie. Przed sezonem 2022/2023 powrócił do Dinama Ryga.
Został zawodnikiem reprezentacji Litwy. W kadrze juniorskiej do lat 18 uczestniczył w turnieju mistrzostw Europy juniorów do lat 18 edycji 2002 (Dywizja I), w barwach kadry do lat 20 występował na turniejach mistrzostw świata juniorów do lat 20 edycji 2003, 2005 (Dywizja I). W barwach seniorskiej reprezentacji Łotwy brał udział w turniejach mistrzostw świata edycji 2006, 2010, 2013, 2014, 2015,

## Sukcesy
Reprezentacyjne
- Awans do mistrzostw świata do lat 20 Elity: 2005

Klubowe
- Brązowy medal mistrzostw Łotwy: 2004, 2005 z HK Liepājas Metalurgs
- Puchar Łotwy: 2007, 2008 z HK Liepājas Metalurgs
- Złoty medal mistrzostw Łotwy: 2008, 2009 z HK Liepājas Metalurgs
- Puchar Kontynentalny: 2006 z Ładą Togliatti
- Złoty medal mistrzostw Słowacji: 2012 ze Slovanem Bratysława
- Brązowy medal mistrzostw Polski: 2019 z Tauronem GKS Katowice, 2020[7], 2022 z JKH GKS Jastrzębie
- Puchar Polski: 2019, 2021 z JKH GKS Jastrzębie
- Puchar Wyszehradzki: 2020 z JKH GKS Jastrzębie (oraz przesądzający gol o zwycięstwie w dwumeczu finału)
- Superpuchar Polski: 2020 z JKH GKS Jastrzębie
- Złoty medal mistrzostw Polski: 2021 z JKH GKS Jastrzębie